# تاريخ تشينكوتيج ، فيرجينيا

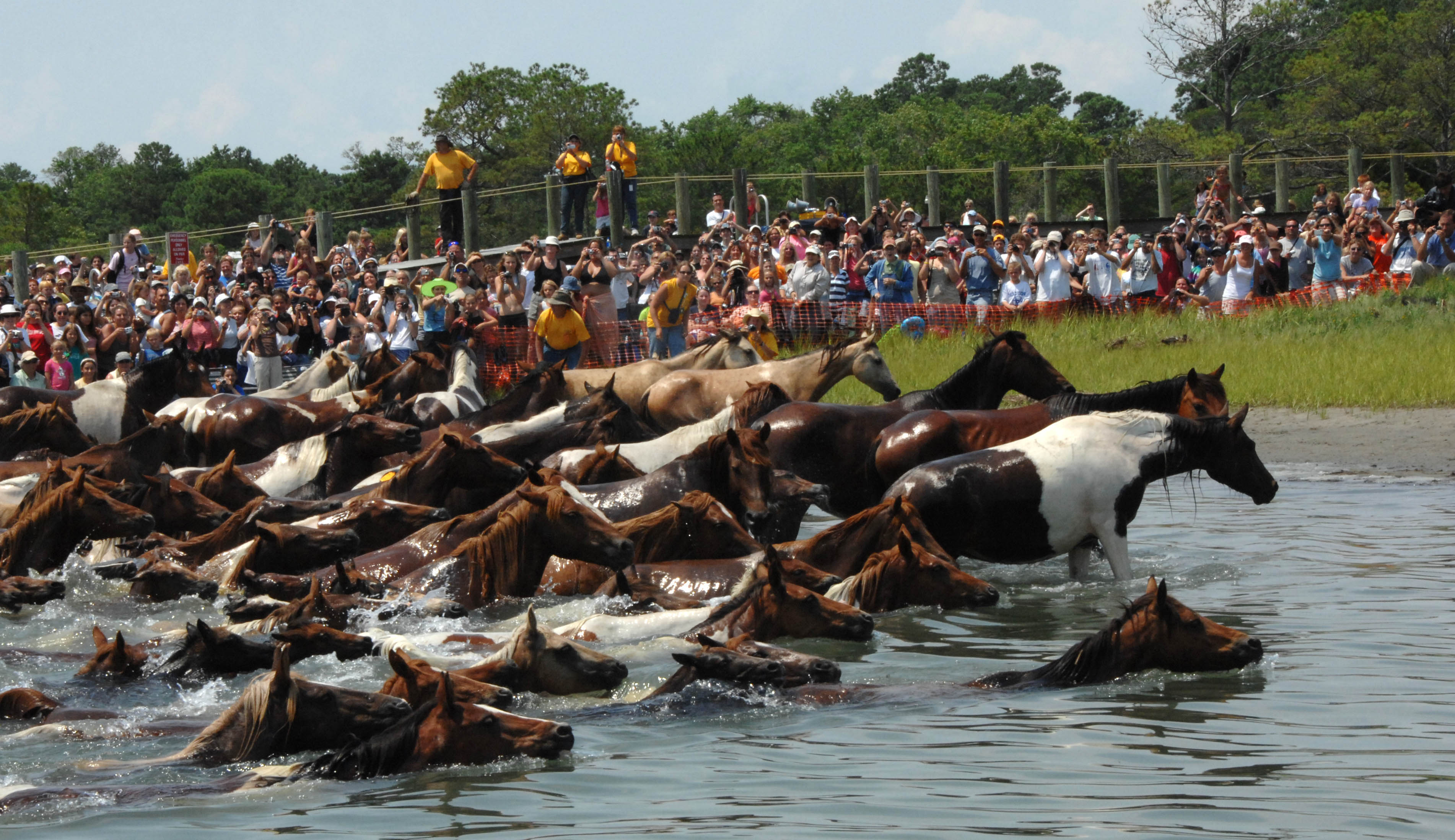
المهر 2007 يسبح

يبدأ تاريخ النشاط البشري في تشينكوتيج ، على الشاطئ الشرقي لفرجينيا ، مع الأمريكيين الأصليين. حتى امتلك المستوطنون الأوروبيون الجزيرة في أواخر القرن السابع عشر، استخدمها هنود تشينكوتيج كمكان لجمع المحار ، ولكن من غير المعروف أنهم عاشوا هناك ؛ تفتقر جزيرة تشينكوتيج إلى التربة المناسبة للزراعة. اسم الجزيرة
بدأ المستوطنون الأوروبيون استخدام جزيرة تشينكوتيج في القرن السابع عشر ، عندما مُنحت الجزيرة لمستعمر فرجينيا. تبع ذلك نزاعات قانونية ، ولم يكن ذلك حتى عام 1691 حيث تم تحديد اللقب من قبل المحاكم. على الرغم من أن عددًا قليلاً من الناس كانوا يعيشون في الجزيرة بحلول عام 1700 ، فقد تم استخدامها في المقام الأول كمكان لرعي الماشية. ربما كان هذا أصل مهور تشينكوتيج ، الخيول الوحشية التي تجولت في المنطقة. لم تعد موجودة في البرية في جزيرة تشينكوتيج. خلال الحرب الثورية الأمريكية ، دعم سكان الجزيرة محاولة الأمة الجديدة للاستقلال. بدأ استغلال موارد الصيد البحري والمأكولات البحرية المحلية بشكل منهجي في أوائل القرن التاسع عشر.
في الحرب الأهلية ، دعم سكان الجزيرة الاتحاد على الرغم من تواجدهم في دولة منقسمة ، ولم تلمس الحرب تشينكوتيج إلا بخفة. أصبحت المحار صناعة رئيسية في سنوات ما بعد الحرب. انتهت العزلة النسبية في تشينكوتيج في عام 1876 بوصول خط السكة الحديد إلى فرانكلين سيتي ، فيرجينيا ، عبر خليج تشينكوتيج من الجزيرة ، وبدء خدمة بخار مخصصة بين المستوطنتين. ومع ذلك ، وجد الزوار المعاصرون تشينكوتيج بدائي. تم دمج جزء من الجزيرة كمدينة تشينكوتج داخل مقاطعة اكوماك في عام 1908 ؛ ضمت البلدية ما تبقى من الجزيرة عام 1989. يمكن أن تصل حركة السيارات إلى الجزيرة مع الانتهاء من جسر في عام 1922. تسبب حريقان مدمران في ذلك العقد في إنشاء إدارة إطفاء تشينكوتيج في عام 1925؛ استحوذت الشركة التطوعية الجديدة على المهر التقليدي ، وسرعان ما كان المهور من جزيرة اساتج القريبة تسبح في القناة الضيقة بين الجزيرتين كجزء من هذه الجولة. يشكّل الكرنفال والسباحة المهر والمزاد اللاحق تسليط الضوء على تقويم المدينة ، حيث يجذب عشرات الآلاف إلى الجزيرة.
ازدهرت صناعات المأكولات البحرية والدواجن خلال معظم القرن العشرين ، ولكن لا شيء مهم بالنسبة لاقتصاد الجزيرة اليوم. تشينكوتيج وجهة سياحية رئيسية على الشاطئ الشرقي لولاية فرجينيا ، حيث يأتي الكثيرون للاستمتاع بالشواطئ في جزيرة اساتج . ساعد نجاح كتاب الأطفال مارغريت هنري عام 1947 ميستي أوف تشينكوتيج وتتابعاته على نشر تشينكوتيج ، كما فعل فيلم 1961 ميستي .